# Винтерфельд
Винтерфельд (нем. Winterfeld) — община в Германии, в земле Саксония-Анхальт. Входит в состав района Зальцведель. Подчиняется управлению Бетцендорф-Дисдорф. Население составляет 606 человек (на 31 декабря 2006 года). Занимает площадь 23,55 км².